# Rajindraparsad Seechurn
Rajindraparsad Seechurn, né le 3 juin 1970, est un arbitre mauricien. Il commence sa carrière en 1996, et devient arbitre de première division mauricienne en 2001. Il est arbitre international depuis 2003.
À la suite de son arbitrage lors du quart de finale de la Coupe d'Afrique des nations de football 2015 opposant la Guinée Équatoriale, pays organisateur, à la Tunisie, il est suspendu six mois par la Confédération africaine de football. La CAF lui reproche de ne pas avoir permis à la rencontre de se dérouler sereinement. Cette suspension intervient après que des officiels tunisiens, notamment le sélectionneur Georges Leekens ont déclaré que son arbitrage avait été trop complaisant avec la sélection locale.

## Carrière
Il a officié dans des compétitions majeures : 
- CAN 2010 (2 matchs)
- Supercoupe de la CAF 2010
- CAN 2012 (2 matchs)
- CAN 2013
- CAN 2015